# Плесмо
Плесмо је насељено место у саставу града Новске, у западној Славонији, Република Хрватска.

## Становништво
Насеље је према попису становништва из 2011. године имало 87 становника.
| Националност       | 1991.       |
| Хрвати             | 96 (88,88%) |
| Срби               | 2 (1,85%)   |
| Југословени        | 7 (6,48%)   |
| остали и непознато | 3 (2,77%)   |
| Укупно             | 108         |

## Други светски рат
У логору Јасеновац децембра 1944. Лубурић, Матковић Милош и још неке усташе ради забаве су обориле на земљу потпуно голу девојку Марицу Лончаревић из Плесма, ноге су јој раширили и разапели за сто и цигаретом палили полни орган отресајући у њега пепео са цигарета.